# 議院規則
議院規則（ぎいんきそく）とは、日本の「衆議院」、「参議院」または「貴族院」（廃止）が、各々の手続及び内部の規律に関して定めた規則である。法源の一種。
各院の「議院規則制定権」は、現日本国憲法では第58条に基づき、旧大日本帝国憲法では第51条に基づいている。議院規則は広義の法令に含まれ、議院規則は、天皇による公布の対象とはなっていないが、官報の彙報欄、現在の国会事項欄に掲載するのを慣例とする。
基本的な事項は、現国会法（昭和22年法律第79号）または、旧議院法（明治22年法律第2号）に規定されており、議院規則はその細則的な定めとされるものが多い。日本国憲法の下で、法律との効力関係については、内閣が法案提出権を有し、議決に衆議院の優越が認められる法律の効力が議院規則の効力に優越するならば、議院(特に参議院)の自律権がそこなわれる懸念があり、法律の規定事項につき一院のみの事情に基づいて適切と考えられる改正もできないことを踏まえ、日本国憲法第58条第2項に規定する「会議その他の手続及び内部の規律」に関しては議院規則の排他的所管事項であるとする見解が支配的見解とされる（長谷部恭男編『注釈日本国憲法（3）』有斐閣、2020年3月20日、779-780頁）。この見解に従うと、国会法などの法律のうち、議院規則の排他的所管事項を定めた部分は、法律としての効力を有しない（無効な規定）と考えるのが最も素直な帰結となるが、より柔軟に、規定の存在自体は認めたうえで「その部分は、本来各議院が自律的にもつ権限に基づいて合意した結果であって、そういう規範として効力を有すると解すべきもので、必ずしも全て無効になると解すべきものではない」（大石眞『議会法』有斐閣、2001年12月20日、160-161頁）とする見解が支配的となっている。
議院規則は、その所管事項に関する限り、議員以外の国務大臣、政府参考人、証人、参考人、傍聴人なども拘束する。

## 衆議院
衆議院における規則には以下がある

### 衆議院規則（旧）
- 大正14年3月24日議決
- 構成：17章　222条

### 衆議院規則（現）
- 昭和22年6月28日議決
- 構成：21章　258条

### 衆議院政治倫理審査会規程
衆議院での「政治倫理審査会」についての規定
- 昭和60年6月25日議決
- 構成：26条

### 衆議院憲法調査会規程
衆議院での「憲法調査会」についての規定
- 平成11年7月6日議決　平成21年6月11日廃止
- 構成：25条

### 衆議院憲法審査会規程
衆議院での「憲法審査会」についての規定
- 平成21年6月11日議決
- 構成：27条

### 衆議院情報監視審査会規程
衆議院での「情報監視審査会」についての規定
- 平成26年6月13日議決
- 構成：34条

## 参議院
参議院における規則には以下がある

### 参議院規則
- 昭和22年6月28日議決
- 構成：22章　254条

### 参議院政治倫理審査会規程
参議院での「政治倫理審査会」についての規定
- 昭和60年10月14日議決
- 構成：25条

### 参議院憲法調査会規程
参議院での「憲法調査会」についての規定
- 平成11年7月26日議決　平成23年5月18日廃止
- 構成：25条

### 参議院憲法審査会規程
参議院での「憲法審査会」についての規定
- 平成23年5月18日議決
- 構成：27条

### 参議院情報監視審査会規程
参議院での「情報監視審査会」についての規定
- 平成26年6月20日議決
- 構成：33条

## 両院共通

### 両院法規委員会規程
現日本国憲法と国会法制定初期において設置された衆議院と参議院の合同会議「両院法規委員会」についての規定
- 衆議院議決：昭和22年7月12日　参議院議決：昭和22年7月11日　昭和30年に国会法の改正にて廃止
- 構成：27条

### 両院協議会規程
衆議院と参議院の議決が一致しない時に調整を行う「両院協議会」についての規定
- 衆議院議決：昭和22年7月12日　参議院議決：昭和22年7月11日
- 構成：14条

### 常任委員会合同審査会規程
衆議院と参議院が合同で開催する「常任委員会合同審査会」についての規定
- 衆議院議決：昭和22年7月12日　参議院議決：昭和22年7月11日
- 構成：25条

## 旧貴族院規則
旧貴族院における規則には以下がある

### 貴族院規則
- 明治23年以降 [1]
  - 構成：12章 177条
- 大正10年3月26日議決
  - 構成：15章　200条

### 貴族院議員資格及選挙争訟判決規則
- 明治23年10月11日 勅令 [2]

### 宗秩寮審議会規則
（華族資格の審査機関宗秩寮の規則）
- 明治43年9月12日 宮内庁規則[3]